# Sweethearts
Sweethearts är ett album av Ulf Lundell från 1984. Albumet består av svenska tolkningar av låtar av några av Lundells förebilder inom musiken, bland annat Bruce Springsteen, Bob Dylan, Neil Young och Van Morrison. Den remastrade utgåvan från 1999 innehåller 7 bonusspår.

## Låtlista
1. "Under månen i natt" (Willie Nile) ("Vagabond Moon")
2. "Jag har letat hela vintern" (Neil Young) ("Looking for a Love")
3. "In i mystiken" (Van Morrison) ("Into the Mystic")
4. "Som ett lån" (Jackson Browne, David Lindley) ("Call It a Loan")
5. "Elden" (David Bowie) ("Lady Grinning Soul")
6. "Man av idag" (Elvis Costello) ("Man Out of Time")
7. "Hjärtat mitt" (Bob Dylan) ("Heart of Mine")
8. "Kom du nånsin iväg" (Leonard Cohen) ("Famous Blue Raincoat")
9. "Skyldig" (Randy Newman) ("Guilty")
10. "Desperado" (Don Henley, Glenn Frey) ("Desperado")
11. "Sanna (nyårsafton Åre 1983)" (Bruce Springsteen) ("4th of July, Asbury Park (Sandy)")
Bonusspår på digitalt remastrad version från 1999
12. "Hon var där med dig" (Jack Tempchin) ("She Belonged to You")
13. "Vin till frukost" (Joni Mitchell) ("Chelsea Morning")
14. "Blues för en ung flicka" (Donovan Leitch) ("Young Girl Blues")
15. "Lycklig" (Keith Richards, Mick Jagger) ("Happy")
16. "Allting syns på svart (Bob Dylan) ("It Takes a Lot to Laugh, It Takes a Train to Cry")
17. "Jag vill ha dig" (Bob Dylan) ("I Want You")
18. "Farväl Angelina" (Bob Dylan) ("Farewell Angelina")

## Medverkande
- Janne Bark - gitarr, slide, kör
- Backa Hans Eriksson - bas
- Werner Modiggård - trummor
- Hasse Olsson) - piano, orgel

- Claes Carlsson - tenorsax
- Lennart Helperin - trumpet
- Janne Kling - flöjt
- Lasse Lindbom - gitarr
- Jonas Lindgren - violin
- Mats Rosén - pedal steel
- Erik Strandh - dragspel
- Tony Thorén - bas
- Lasse Lindbom, Mikael Rickfors & Marie Fredriksson - kör

- Per-Ola Claesson - cello
- Ulf Engström - violin
- Backa Mikael Eriksson - viola
- Urban Gradén - viola
- Åke Hedlund - viola
- Gunnar Klinge - violin
- C-G Malmgren - violin
- Gunilla Markström - violin
- Vladimir Mirchev - violin
- Zahari Mirchev - violin
- Bernt Nilsson - violin
- Ragne Pettersson - cello
- Lars Widén - violoin

## Listplaceringar
| Lista (1984) | Topplacering |
| ------------ | ------------ |
| Norge        | 5            |
| Sverige      | 1            |